# Marco Efulano
Marco Efulano (em latim: Marcus Aefulanus) foi um senador romano nomeado cônsul sufecto em 54, mas não se sabe em qual mês e nem com quem. Sua existência foi comprovada pelo historiador Paul A. Gallivan. Foi também procônsul da Ásia em algum momento do reinado de Nero (r. 54 e 68).